# Methodenartikel
Als Methodenartikel werden die Artikel in Doppelbesteuerungsabkommen bezeichnet, welche besagen wie der Ansässigkeitsstaat die Doppelbesteuerung vermeidet, wenn auch der andere Vertragsstaat Einkünfte oder Vermögen besteuert. Sie ergänzen dabei die Verteilungsnormen, welche definieren, ob einer oder beide Vertragsstaaten ein Besteuerungsrecht haben. Handelt es sich um „vollständige“ oder „ausschließliche“ Verteilungsnormen, so wird das Besteuerungsrecht nur einem Staat zugeteilt, wohingegen die „unvollständigen“ oder „nicht ausschließlichen“ Verteilungsnormen beiden Vertragsstaaten ein gewisses Besteuerungsrecht einräumen. 
Systematisch sind die Anrechnungs- und die Freistellungsmethode die zwei Hauptmethoden, um Doppelbesteuerung zu vermeiden. Im Musterabkommen der OECD (OECD-MA) ist die Anrechnungsmethode in Art. 23 B OECD-MA und die Freistellungsmethode in Art. 23 A OECD-MA enthalten.